# تنافس إيرباص وبوينغ
المنافسة ما بين الإيرباص والبوينغ هو نتاج لهيمنة شركتين على سوق صناعة الطيران المدني الضخم منذ عام 1990، وهو أيضا نتيجة لفشل عدد من عمليات الاندماج والتعاون بين العديد من شركات صناعة الطيران خلال تلك السنين. الإيرباص بدأت حياتها بتكتل اقتصادي، في حين استحوذت البوينغ على منافسها الرئيسي ماكدونال دوغلاس (بالإنجليزية: McDonnell Douglas)‏ عام 1997. بعض الشركات مثل لوكهيد وكونفير انسحبوا من سوق الطيران المدني بسبب عدم رضاهم على أرقام المبيعات، في حين كان انهيار الكتلة الشرقية حوالي عام 1990 قد وضع صناعة الطائرات السوفيتية بموقع غير المرغوب بها. كل ذلك وضع كلتا الشركتين بما يسمى الاحتكار الثنائي (duopoly) لسوق الطيران التجاري العالمي الضخم ويشمل أيضا طائرات الجسم العريض وطائرات الجسم الضيق والجامبو.
أستلمت كلا الشركتين ما يقارب ال5200 طلب (ايرباص 5276، البوينغ 5214) كل على حدة خلال فترة ما بين 1997 و 2006، وقد كافحا لنيل أفضل أرقام مبيعات كل سنة. لذلك فحدة المنافسة بينهما تصل لدرجة أن كليهما يتهمان بعضهما البعض بأنه يأخذ إعانات رسمية غير عادلة من طرف حكوماتهم.

إيرباص - بوينغ

## الطلبات والتسليم
| | 2008 | 2007 | 2006 | 2005 | 2004 | 2003 | 2002 | 2001 | 2000 | 1999 | 1998 | 1997 | 1996 | 1995 | 1994 | 1993 | 1992 | 1991 | 1990 | 1989 |
| ايرباص | 711  | 1341 | 824  | 1111 | 370  | 284  | 300  | 375  | 520  | 476  | 556  | 460  | 326  | 106  | 125  | 38   | 136  | 101  | 404  | 421  |
| بوينغ | 551  | 1413 | 1044 | 1002 | 272  | 239  | 251  | 314  | 588  | 355  | 606  | 543  | 708  | 441  | 125  | 236  | 266  | 273  | 533  | 716  |
| مصادر 2008: http://www.airbus.com/en/corporate/orders_and_deliveries/ : طلبات الإيرباص حتى 31 يوليو طلبات البوينغ حتى 6 أغسطس. http://active.boeing.com/commercial/orders/index.cfm |      |      |      |      |      |      |      |      |      |      |      |      |      |      |      |      |      |      |      |      |

| | 2008 | 2007 | 2006 | 2005 | 2004 | 2003 | 2002 | 2001 | 2000 | 1999 | 1998 | 1997 | 1996 | 1995 | 1994 | 1993 | 1992 | 1991 | 1990 | 1989 | اجمالي |
| ايرباص | 286  | 453  | 434  | 378  | 320  | 305  | 303  | 325  | 311  | 294  | 229  | 182  | 126  | 124  | 123  | 138  | 157  | 163  | 95   | 105  | 4851   |
| بوينغ | 277  | 441  | 398  | 290  | 285  | 281  | 381  | 527  | 491  | 620  | 563  | 375  | 271  | 256  | 312  | 409  | 572  | 606  | 527  | 402  | 8284   |
| Sources 2008: تسليم الإيرباص حتى تاريخ 31 يوليو: http://www.airbus.com/en/corporate/orders_and_deliveries/ تسليم البوينغ حتى تاريخ 31 يوليو. http://active.boeing.com/commercial/orders/index.cfm?content=displaystandardreport.cfm&optReportType=CurYrDelv |      |      |      |      |      |      |      |      |      |      |      |      |      |      |      |      |      |      |      |      |        |

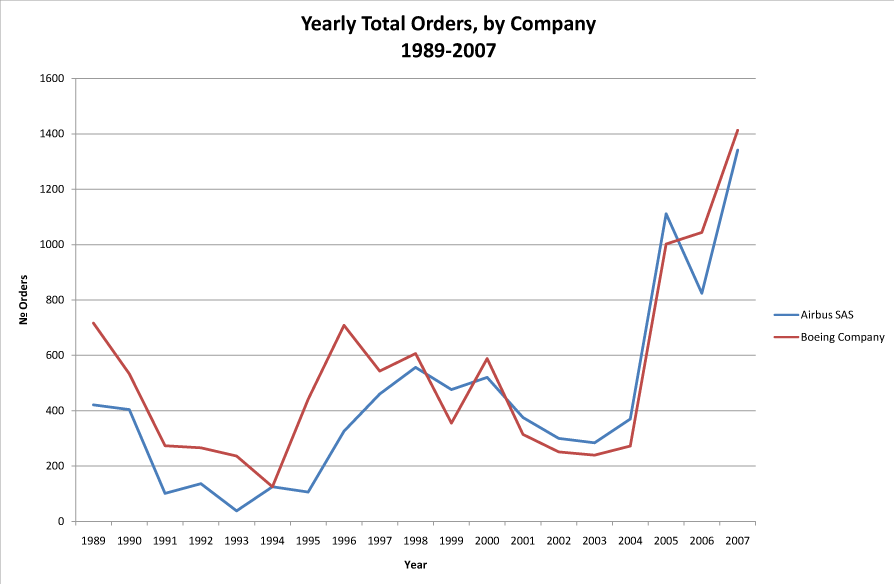
الطلبات السنوية.
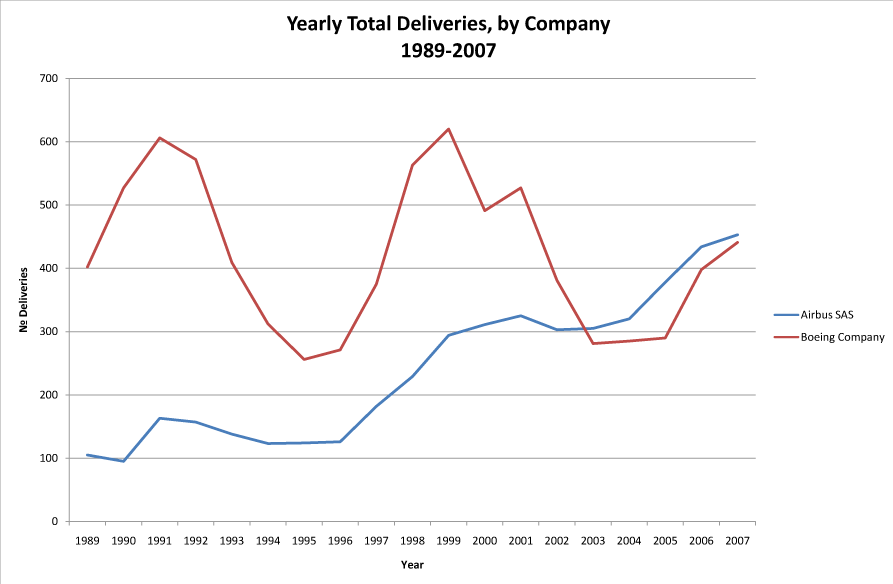
التسليم السنوي.
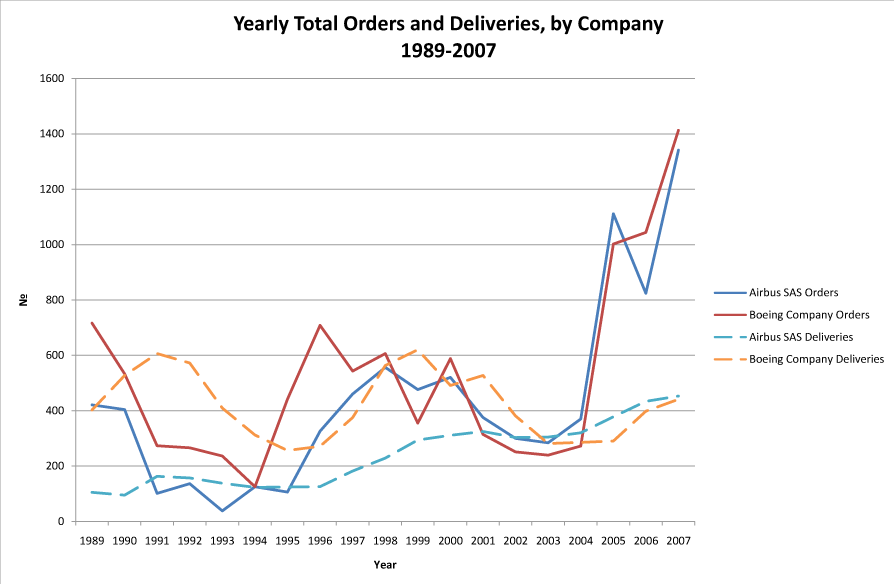
تغطية طلبات/تسليم.

ازدادت حدة منافسة الإيرباص مع البوينغ. فقد واجهت البوينغ ذلك منذ السبيعينات من القرن الماضي، فالإيرباص قد وسعت من عائلتها من الطائرات إلى درجة أنها تنافس جميع منتجات البوينغ من الطائرات. وبالفعل، فإن الإيرباص أضحت تنافس في أسواق كانت البوينغ مستحوذة عليها، وفي عام 2003 تعدت بتسليمها الطلبات البوينغ لأول مرة بتاريخها واستمرت بذلك المنوال بعد ذلك. البوينغ كسبت طلبات أكثر عامي 2006 و 2007، بينما الإيرباص أخذت السهم الأوفر في 2001-2004، في عام 2005 الإيرباص نالت نصيب الأكثر طلبات بينما البوينغ نالت 55% من الكمية.
طائرة ايرباص إيه 320 قد تم اختيارها من العديد من شركات الطيران رخيصة التذاكر، مما وسع من الأرضية لمواجهة بوينغ 737 المستحوذة سابقا على هذا المجال والآن بعد 30 عاما أتت ال إيرباص إيه 380 لتتحدى بوينغ 747 المهيمنة على قطاع سوق الطائرات الضخمة. طائرة بوينغ 747-8 هي أطول ونسخة محدثة من العملاق بوينغ 747-400 وتعطي كفاءة باستهلاك الوقود ومدى أطول. التأخير المتكرر لبرنامج التسليم للإيرباص (إيرباص إيه 380) سبب بالعديد من الزبائن من التفكير جديا لإلغاء طلباتهم والتفضيل بالطائرة المجددة 747-8، لم يفعل أحد ذلك للآن وإن كان البعض أضاف طلبا جديدا لها. ولكن جميع طلبات طائرة الشحن إيرباص إيه 380-إف (A380F) قد تم الغائها. لهذا التاريخ فالبوينغ أمنت 105 طلب ل747-8 وسيكون أول توصيل مقرر له عام 2009، بينما الإيرباص لديها 193 طلب لإيرباص إيه 380، وقد دخلت الخدمة منذ عام 2007.
العديد من مشاريع البوينغ المنفذة قد تم الغائها، مثل مشروع الطائرة الصوتية (Sonic Cruiser) الذي ظهر عام 2001 ثم استبدل بمشروع بوينغ 787 طائرة الأحلام، والتي أصبحت قاعدة لتجديد كامل الإسطول، وتستخدم تقنية التي كانت بمشروع الطائرة الصوتية. بالرغم من تأخير بتوصيل الطلبات حوالي 9 أشهر إلا أن طائرة 787 تعتبر الأسرع مبيعا بتاريخ الطائرات المدنية ذات الجسم العريض. هذا النجاح السريع وأيضا ضغوطات من العملاء المحتملين أجبرت الإيرباص لكي تراجع تصميم الطائرة المنافسة إيرباص إيه 350، لذلك فإنها لا تزال متأخرة قليلا بالتطوير والطلبات.
في عام 2004 توقفت البوينغ من إنتاج طائرة بوينغ 757 وذلك بعد إنتاجها 1055 طائرة من ذلك النوع. وذلك بسبب وجود النسخة المطورة ل 737 لتلك الطائرة، وأيضا وجود 3-787 سوف يغطى بعض من سوق 757. وبنفس السنة أيضا اعلنت البوينغ بأن النسخة من 717 وهي أخر نسخة من طائرات ماكدونال دوغلاس المدنية، سوف يتم التوقف من إنتاجها عام 2006. كانت بوينغ 767 مهددة بالتوقف واستبدالها ب 787، ولكن ظهور طلبات جديدة من نسخة الشحن قد مدد من عمرها.
اعلنت البوينغ حاليا عن خمس أنواع من التصميمات الموجودة: بوينغ 777-200 إل أر ذات المدى الطويل جدا، بوينغ 737-900 إي أر وطائرة بوينغ 737-700 إي أر، وطائرة الشحن 777، وطائرة 747-8. وتعتبر بوينغ 777-200 إل أر أطول مدى لطائرة مدنية على الإطلاق وقد تم تسليم الطلب الأول عام 2006. بوينغ 737-900 إي أر وبوينغ 737-900 إي أر وطائرة بوينغ 737-700 إي أر هما نسخ للموديل -900 و -700 ولكن لمدى أطول. وبسبب ارتفاع أسعار الوقود فإن الطائرة 777 ثنائية المحرك قد فازت بطلبات على حساب إيرباص إيه 340 رباعية المحركات.
وحتى تاريخ 31 مارس 2008 كان هناك 4,915 طائرة ايرباص لا تزال بالخدمة، ومع تخطيط الإيرباص للفوز بنصيب 50% من طلبات الطائرات خلال السنوات الحالية. لكنها لا تزال خارج عن حسبة طائرات البوينغ التي لا تزال بالخدمة. (حوالي 4,495 من طائرة 737 وحدها بالخدمة وبمجموع تقريبي 13,000). وهذا يدل على النجاح التاريخي الباهر للإيرباص، فهي قد دخلت سوق طيران المدني النفاث متأخرة (عام 1972 مقابل البوينغ بدأت عام 1958).

## تطوير الإنتاج

### الإعانات

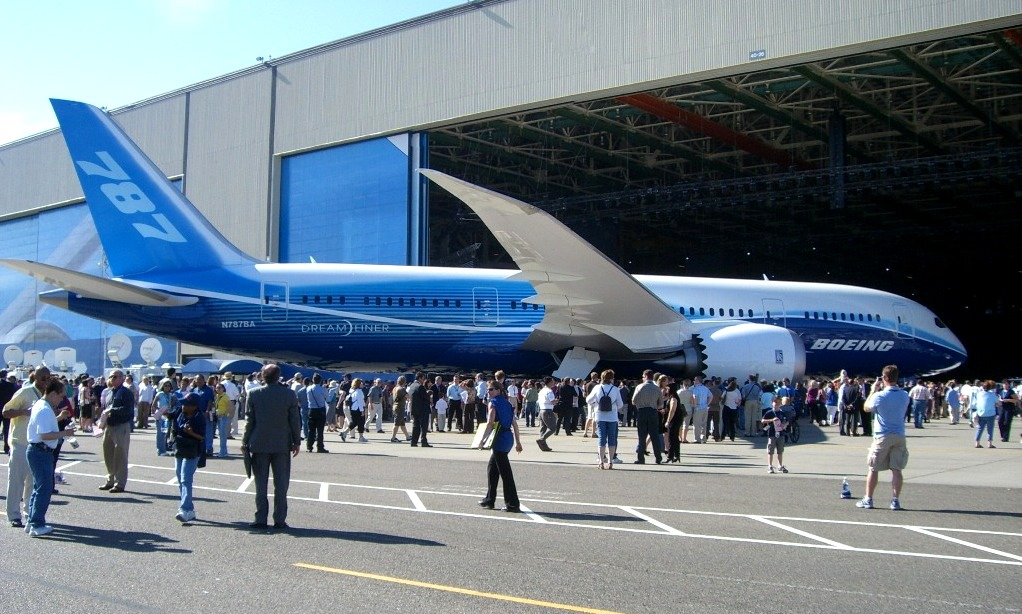
طائرة بوينغ 787 والتي ستنافس على المدى المتوسط والبعيد كلا من طائرتي الإيرباص إيرباص إيه 380 وإيه 350

استمرت البوينغ بالاحتجاج دائما على مدى حصول الإيرباص اعانات في شكل قروض. بينما فرنسا تناقش ذلك بأن البوينغ تتلقى اعانات غير قانونية من خلال الجيش وعقود الأبحاث والإعفاءات الضريبية.
في عام 2004 اتهم هاري ستونسيفر - المدير التنفيذي للبوينغ - الإيرباص بالإساءة لاتفاقية الثنائية المبرمة ما بين الاتحاد الأوربي والولايات المتحدة عام 1992 وذلك بالحصول بانتظام على دعم من الحكومات لأجل عمل الطائرات المدنية الضخمة. الحكومات الأوربية تدفع للإيرباص تعويضات خسائر الاستثمار مع ارجاع الأموال محملة بالأرباح، بالإضافة إلى الحقوق غير المحددة إذا حصل للطائرة نجاح تجاري. دافعت الإيرباص بأن هذا النظام متماشي تماما مع اتفاقية عام 1992 وقوانين منظمة التجارة العالمية. فالاتفاقية تتيح الحصول حتى 33 % من تكاليف البرنامج عن طريق القروض الحكومية والتي تسترجع بالكامل خلال 17 سنة مع الأرباح والحقوق. أرباح تلك القروض تكون من البساطة بحيث تعادل التكلفة الحكومية للسلف بالإضافة إلى 0.25 %، وهي أقل من معدل السوق المتاح للإيرباص بدون الدعم الحكومي. والإيرباص تدعي بأنها منذ التوقيع على الاتفاقية الأوربية الأمريكية عام 92 فإنها اعادت للحكومات الأوربية أكثر من 6.7 مليار دولار وهو مايعني 40 % زيادة عن المبلغ الذي استلمته.
وتقول الإيرباص بأن العقود العسكرية الممنوحة للبوينغ (وهي ثاني أكبر مقاول عسكري للولايات المتحدة) هي شكل من أشكال الدعم، فالدعم الضخم الذي تقدمه الحكومة الأمريكية لتطوير التقنية خلال وكالة ناسا هي أيضا تعطي دعم ضخم للبوينغ، وكذلك الإعفاءات الضريبية الضخمة المقدمة لبوينغ وهي بحسب البعض بأنه انتهاك لاتفاقية 1992 وقوانين منظمة التجارة العالمية. بإنتاجها الحالي من 787 فإن البوينغ حصلت على اعانات مادية قوية من الحكومات المحلية والحكومة المركزية.
في يناير من عام 2005 اتفق الممثلين التجاريين للولايات المتحدة روبرت زوليك والاتحاد الأوربي بيتر ماندلسون، اتفقا على إجراء محادثات لحل المشاكل المتزايدة، ولكن تلك المحادثات لم تكن بالنجاح لحل النزاع بل ازدادت حدة بدلا من الوصول إلى تسوية.

### مقاضاة منظمة التجارة العالمية
أصدر بورتمان من الولايات المتحدة وماندلسون من الاتحاد الأوروبي بيانا مشتركا قالا فيه: سنبقى متحدون بالتزامنا بأن هذا النزاع وسوف لن يؤثر على التعاون الثنائي والمتعدد الأطراف بالمجال التجاري. عملنا معا بشكل جيد وسوف نستمر بالعمل معا بنفس الطريقة.
ازدادت حدة التوتر عند تقديم الدعم للإيرباص 380 فاندلعت حرب تجارية محتملة نتيجة للإعلان عن الطائرة ايرباص 350 القادمة. وطبيعيا عند اعلان الإيرباص عن برنامج الطائرة 350 أنها ستذكر الدعم الحكومي الذي هو على شكل قروض وتغطي ثلث تكاليف التطوير، مع إنه كان مقررا أنها ستعلن بدون تلك القروض ان اقتضى الأمر. الإيرباص A350 ستنافس بقوة مشروع البوينغ الأكثر نجاحا بالوقت الحالي طائرة البوينغ 787 طائرة الأحلام.
استفسر مسؤولي التجارة الأوروبيين عن الاعتمادات المقدمة من ناسا ووزارة الدفاع (خاصة القادمة على شكل عقود بحث وتطوير لصالح البوينغ)، بالإضافة إلى الموارد والاعتمادات القادمة من بعض الولايات الأمريكية وبشكل خاص ولايات واشنطن وكانساس وإلينوي للمساعدة لإطلاق طائرة البوينغ 787.

## مدى التشابك
بالرغم أن كلا المصنَعين لهما مجال واسع لتصنيع منتجاتهم وبمختلف القطاعات من ممر واحد إلى حجم كبير، إلا أن عروض كليهما لا يكون بذلك التنافس دائما. فكما بالجداول المعروضة بالأسفل نجد أنها تعرض نماذج مختلفة عن بعض بشكل طفيف وذلك لسد الثغرات عند أي طلب وللحصول على الأفضلية.
- فمثلا إيرباص إيه 380 هي أكبر من 747.
- A350 XWB تنافس بأعلى حدود مع 787 ولكن بشكل أقل مع 777.
- A320 أكبر من ولكنها أصغر من بوينغ 737-800.
- A321 أكبر من بوينغ 737-900 ولكنها أقصر من 757-200.
- 200-A330 الصغيرة تنافس 767.

تستخدم شركات الطيران تلك الفائدة من اختلاف الطائرات بحيث يمكنها الحصول على مجال واسع للحصول على كراسي ركاب يبدأ من 100 كرسي إلى 500 كرسي إذا كان عرض كلا الشركتين مماثلين.